# Robert Baden-Powell

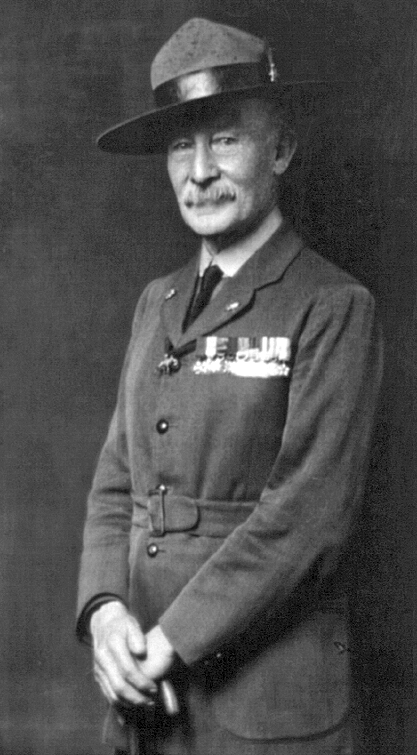
Robert Baden-Powell (um 1919)

Robert Stephenson Smyth Baden-Powell, 1. Baron Baden-Powell, Bt, OM, GCMG, GCVO, KCB, FRSA (* 22. Februar 1857 in London; † 8. Januar 1941 in Nyeri, Kenia) war ein britischer Kavallerie-Offizier und Gründer der Pfadfinderbewegung.

## Herkunft

Wappen des Robert Baden-Powell, 1. Baron Baden-Powell

Robert Baden-Powell war der siebte von acht Söhnen unter insgesamt zehn Kindern des Reverend Baden Powell (1796–1860) aus dessen dritter Ehe mit Henrietta Grace Smyth (1824–1914). Sein Vater hatte außerdem vier weitere Kinder aus seiner früheren zweiten Ehe. Er wurde von seiner Mutter aufgezogen, da sein Vater (Professor für Theologie und Geometrie an der Universität Oxford) starb, als er drei Jahre alt war. Sein Vorname setzt sich aus Namensteilen seiner Vorfahren Robert Stephenson, eines Eisenbahnpioniers, und John Smyth, eines Kapitäns, der in Diensten Elisabeth I. von England stand, zusammen. Rufname wurde später B-P (englisch Bee-Pee, deutsch ausgesprochen Bi-Pi – auch sein Rufname bei den Pfadfindern).
Der Doppelname mit Baden entstand auf Betreiben der Mutter Henrietta Grace, die nicht „ein weiterer Powell unter tausend anderen sein wollte.“ Sie wählte deshalb den deutsch klingenden Vornamen ihres Mannes „Baden“, der schon zwei Generationen zuvor in der Familie vergeben worden war. Zudem war „zu einer Zeit, als die deutschen Wurzeln und die Vielfalt ehelicher Verbindungen des Königshauses noch kein Grund waren, sich zu schämen, ein deutsch klingender Name ein definitiver gesellschaftlicher Vorteil – immerhin ließ er an eine verwandtschaftliche Verbindung zur Familie des Großherzogs von Baden denken. Henrietta Grace beschloss sogar, Teile des Familienwappens des Großherzogs in das Wappen der Familie Powell einarbeiten zu lassen.“

## Kindheit und Jugend
Sein Großvater weckte im jungen Robert die Abenteuerlust und die Freude an der Natur. So suchte er zusammen mit ihm oftmals den Hyde Park auf, von dem er äußerst genaue Karten zeichnete. Nach dem Tod seines Großvaters unternahm Baden-Powell zahlreiche Streifzüge durch die Armenviertel der Stadt London und lernte so das Leid und das Elend dieser Menschen kennen. Schon damals kam er zu der Überzeugung, etwas daran ändern zu müssen. Der damals 8-jährige Baden-Powell erkannte, dass die Bewohner der Armenviertel sich hauptsächlich durch die Kleidung von den anderen zu unterscheiden schienen. Dies wollte er ändern, und dies war wohl einer der wichtigsten Faktoren für die Entscheidung, die Pfadfinderkluft einzuführen. Während seiner Schulzeit nutzte Baden-Powell jede freie Minute, um Spuren von Tieren zu suchen und den Wald kennenzulernen. In den Ferien ging er oft mit seinen Freunden zum Kampieren. Die Ferienfahrten mit den Brüdern verhalfen „Ste“, wie er im Familienkreise genannt wurde, zu Erfahrungen, die in seinem späteren Leben noch eine große Rolle spielen sollten.
Sein Eintritt in die Charterhouse School mit 13 Jahren eröffnete ihm andere Felder der Betätigung: Er lernte das Anschleichen in dem großen Schulpark, ohne von dem aufsichtsführenden Lehrer bemerkt zu werden. Er konnte ein Feuer machen, das nicht rauchte und deshalb seinen Aufenthaltsort nicht verriet. Baden-Powell war ein durchschnittlicher Schüler, nicht allzu sehr interessiert an dem, was die Schule bot. Er kam gut mit, ragte aber nirgends besonders hervor, abgesehen von zwei Gebieten: Er war ein ausgezeichneter Schauspieler und musste bei allen Aufführungen der Schule dabei sein. Genauso nötig war er beim Fußballspielen als souveräner Torhüter. Erstaunlich war zu sehen, dass er rechts- und linkshändig gleich gut zeichnen und schreiben konnte, eine Fähigkeit, die er autodidaktisch erlernt hatte. Nach der Schule sollte er an die Universität gehen, bestand aber die Aufnahmeprüfung an der Universität Oxford nicht und meldete sich daraufhin bei der Militärakademie Sandhurst.

## Militärische Laufbahn
Baden-Powell bestand 1876 die Aufnahmeprüfung bei der Kavallerie als Zweit- und bei der Infanterie als Viertbester und wurde in ein Kavallerieregiment aufgenommen, ohne dass er die zweijährige Ausbildung an der Militärakademie Sandhurst absolvieren musste.

### Indien
Er wurde im September 1876 als Sub-Lieutenant des Regiments 13th Hussars in die British Army aufgenommen. Auf Probe erhielt er einen Dienstposten im Stabscorps der British-Indian Army und wurde entsprechend in Britisch-Indien stationiert. Nach Ablauf der Probezeit wurde er im September 1878 rückwirkend zum September 1876 zum Lieutenant befördert.
In Indien schlich er in seiner Freizeit in den Dschungel und beobachtete die wilden Tiere. Sein Biograph Tim Jeal führt dies darauf zurück, dass er während dieses ersten Indien-Aufenthaltes keine Freunde unter seinen Offizierskameraden fand. Bei diesen waren abendliche Trinkgelage sehr beliebt, an denen sich anfänglich auch Baden-Powell beteiligte, der sich nach einem Unfall aber nach einer anderen Freizeitgestaltung umsah. Bei dem Unfall handelte es sich laut seines Biographen um einen Alarm im Lager, bei dem Baden-Powell mit gezogenem Revolver aus dem Zelt stürmte, über einen Hocker stolperte und sich dabei selbst in den Fuß schoss. Er beschuldigte seinen Diener, die Trommel der Waffe komplett geladen zu haben, anstatt die Kammer unter dem Hahn frei zu lassen. Seine Kameraden erzählten die Geschichte etwas anders und sagten, Baden-Powell sei zu betrunken gewesen, um die Waffe sicher führen zu können. Aus solchem Schaden klug geworden, organisierte Baden-Powell nun zur Freizeitgestaltung auch Theateraufführungen innerhalb der Garnison und machte erste Erfahrungen mit Jugendgruppen. Bereits früh erkannte er die Fehler der britischen Kolonialherrschaft, welche die Inder wie „unterentwickelte Briten“ und nicht wie Menschen mit einer anderen, aber großen Kultur behandelte. Auch unternahm er wieder, nachdem er privat Hindi gelernt hatte, Streifzüge in die Armenviertel. Hier entwickelte er auch das berühmte „System der kleinen Gruppen“: Er fasste die Soldaten in Gruppen von fünf bis acht Mann zusammen; diese wählten dann einen Patrouillenleiter aus ihren Reihen. So förderte er Verantwortungsbewusstsein und eigenständiges Denken der Soldaten. 1880 wurde ihm befohlen, das Schlachtfeld von Maiwand, Schauplatz einer katastrophalen Niederlage der Briten im Krieg gegen die Afghanen, zu kartografieren. Häufig wird berichtet, dass gerade grausame Orte wie dieser, mit seinen halbskelettierten Menschen und Pferden, erste große Zweifel am Krieg in ihm aufkommen ließen. Die Biograf Tim Jeal schreibt hingegen, dass Baden-Powell eine starke Faszination für solche Schlachtfelder empfand und immer wieder an solche Orte zurückkehrte. Wegen seiner Fähigkeiten im Spurenlesen, die er in zahlreichen Fällen unter Beweis gestellt hatte, wurde er beauftragt, die Spurenleser (Scouts) auszubilden.

### Südafrika
Aufgrund der explosiven Situation in Südafrika wurde Baden-Powell mit seinem Regiment, den 13th Hussars, nach Natal versetzt. Er war auch hier durch sein in Indien verfasstes Buch Nachrichtendienst und Kundschafterwesen bereits eine Berühmtheit. Sein erster Auftrag war, als Reporter verkleidet die Drakensberge, eine schier unüberwindbare natürliche Grenze zu den Burenstaaten, zu erkunden.
Er besuchte Zulu und Buren in ihren Siedlungen und kehrte mit hervorragenden Karten und der Hoffnung auf eine friedliche Lösung zurück. Im Mai 1883 zum Captain befördert, wurde er 1885, da sich die Lage beruhigt hatte, zusammen mit seinem Regiment nach England versetzt, doch las man bald wieder beunruhigende Nachrichten über Südafrika. Der Zulukönig Dinuzulu sammelte in einem Geheimbund, der inzwischen circa 16.000 Zulu umfasste, immer mehr Leute und führte sie in einen Zweifrontenkrieg gegen Briten und Buren. Da Briten und Buren die Zulu abwehren mussten, hatten unter Cecil Rhodes Goldgräber und Sklavenhändler freie Hand. Dies versetzte die Region noch weiter in Unruhe. Auf britischer Seite kämpften auch 2.000 Zulu mit; diese hatten den Schotten John Dunn zu ihrem Häuptling gewählt.
Aufgrund seiner guten Ortskenntnisse wurde Baden-Powell als Adjutant nach Afrika versetzt. Dort forderte er als erstes, nach einem erschütternden Erlebnis, mit Erfolg die Ausbildung von Soldaten in Erster Hilfe.

### Malta und Balkan
Danach verbrachte Baden-Powell ein Jahr als Adjutant seines Onkels General Henry Augustus Smyth auf Malta und zwei Jahre als Geheimagent mit dem Zeichnen von Befestigungsanlagen auf dem Balkan; dann wurde er auf persönlichen Wunsch nach England zurückversetzt. 1892 wurde er zum Major befördert.

### Westafrika
1895 wurde er aufgrund des Krieges mit dem Volk der Aschanti wieder nach Afrika versetzt. Er war an der Gefangennahme des letzten souveränen Asantehene (König) der Aschanti, Prempeh I., beteiligt, der damals 24 Jahre alt war. Dieser wurde 1919 Gründungsmitglied der Pfadfinder in Ghana.

### Matabele-Land
Kaum war Baden-Powell nach England zurückgekehrt, musste er erneut nach Afrika. Im sogenannten Matabele-Land nördlich von Transvaal war 1896 der Zweite Matabelekrieg ausgebrochen, und rasch waren die weit verstreut lebenden Briten entweder getötet worden oder in die Provinzhauptstadt Bulawayo geflohen, doch auch dieser drohte nun ein Angriff durch etwa 10.000 Matabele-Krieger, die sich in den umliegenden Bergen verschanzt hatten. Hier erhielt Baden-Powell von den Matabele seinen Spitznamen: Impeesa (Der Wolf, der nie schläft; in anderer Übersetzung: Nachts herumstreichende Hyäne)). Baden-Powell stellte sich gegen eine militärische Lösung, die ein Blutbad bedeutet hätte, und nahm einen der Anführer des Aufstandes, einen Medizinmann namens Uwini, gefangen, der glaubte, aufgrund der Einwirkung eines Gottes unsterblich zu sein und alle Weißen töten zu müssen. Die Entscheidung, den kriegsgefangenen Uwini erschießen zu lassen, war nach Baden-Powells eigener Aussage „eine der schwierigsten seines Lebens“. Baden-Powell schrieb hierzu: „I was sorry for him — he was a fine old savage; but I signed his warrant, directing that he should be shot at sundown.“ Doch Baden-Powell war sich bewusst: Wenn alle versammelten Beteiligten die Erschießung sähen und dabei wahrnähmen, dass Uwini sterblich sei, dann würde es zweifellos nicht lange bis zur Kapitulation dauern („No doubt, when they have realised that he is after all but a mortal, that he has succumbed to our power, and that they have no other head to take his place, they won’t delay long to surrender.“)
Uwinis Anhänger ergaben sich nach ihrer Festnahme und der Erschießung des von ihnen als unsterblich angesehenen Uwini ohne weiteren Widerstand den Briten. 
Baden-Powell wurde im März 1896 in den Brevet-Rang und im April 1897 in den vollen Rang eines Lieutenant-Colonel und im Mai 1897 in den Brevet-Rang eines Colonel befördert.
In Scharmützeln mit aufständischen Einheimischen wurde Baden-Powell verwundet.
Baden-Powell vertrat die rassistische Ansicht, Afrikaner könnten nur mit der „eisernen Faust im Samthandschuh“ (iron fist in a velvet glove) regiert werden.

### Zweiter Burenkrieg

Colonel Baden-Powell um 1899

Am 14. Juni 1899 war Colonel Baden-Powell wieder in Afrika: Der Zweite Burenkrieg war ausgebrochen. Da die britische Armee überall im Empire verstreut stationiert war und es Zeit brauchte, die Truppen in Südafrika zu versammeln, entwickelte man einen Plan, mit geringen britischen Kräften die Buren einstweilen zu beschäftigen. Hierfür brauchte man einen außerordentlich guten und begabten Führungsoffizier. Die Wahl fiel auf Baden-Powell, der dies immer als „Chance seines Lebens“ bezeichnete. Doch der Plan schlug fehl und Baden-Powell wurde vom Feind bereits an der Grenze gestoppt. So blieb ihm nichts anderes übrig, als sich mit seinen beiden Regimentern in Mafeking zu verschanzen. Zusammen mit Freiwilligen aus Mafeking verfügte er über fast 2000 Mann. Sein Gegenspieler war der Burengeneral Cronjé, der über fast 9000 Mann verfügte. Durch geschickte Manöver gelang es Baden-Powell, Mafeking 217 Tage lang mit seiner Truppe zu halten. Hierbei wurden die Jungen der Stadt als Meldegänger eingesetzt, und Baden-Powell war von ihrem Mut und ihrer Selbstständigkeit stark beeindruckt.
Baden-Powell war ein begeisterter Bücherschreiber, und das Manuskript zu seinem Buch Aids to Scouting for N.C.O.s and men war im letzten Postsack, der die Stadt vor der Belagerung verließ.
Durch die Verteidigung Mafekings wurde er in England zum Kriegshelden. Die Briten hatten im Dezember 1899 in der „schwarzen Woche“ drei bedeutende Schlachten gegen die Buren verloren – trotz Überlegenheit. In Mafeking fand die Umkehrung statt: Baden-Powells unterlegene Kräfte konnten sich gegen überlegene burische Kräfte behaupten. Baden-Powell wurde im Mai 1900 zum Major-General befördert, er wurde dadurch zum jüngsten Major-General in der Geschichte der British Army, und wurde weiter im Burenkrieg eingesetzt. Obwohl er abermals kurzzeitig eingekesselt wurde (vom 10. bis 21. Juli 1900 bei Rustenburg), hatte dies keine negativen Auswirkungen auf seinen Ruf und seine Karriere, da seine Vorgesetzten selbst eifersüchtig aufeinander waren. In Anerkennung seiner Leistungen bei der Verteidigung der Stadt Mafeking wurde er im Oktober 1900 als Companion des Order of the Bath (CB) ausgezeichnet.

### Generalinspekteur der Kavallerie
Durch die Gründung der South African Constabulary (SAC), einer paramilitärischen Polizeitruppe, trug Baden-Powell viel zur militärischen Kontrolle der besetzten Burenrepubliken bei. Als Ausbildungsort hatte das britische Oberkommando die südafrikanische Stadt Stellenbosch bestimmt, heute wie damals ein Zentrum des Weinanbaus. Zum Leidwesen von Baden-Powell verführte dies viele der Soldaten zu Trinkgelagen. Wenn es später unter Pfadfindern zu Trinkereien kam, bezeichnete Baden-Powell dies immer als „Stellenbosching“.
Baden-Powell sollte jetzt die gesamte britische Kavallerie nach dem Vorbild der SAC organisieren und wurde zum Generalinspekteur der Kavallerie ernannt. Im April 1908 wurde er zusätzlich mit dem Kommando der aus der Territorial-Armee im Entstehen begriffenen 50th (Northumbrian) Division betraut.
Im Juni 1907 war er zum Lieutenant-General befördert worden und beendete schließlich im März 1910 seine militärische Laufbahn. Seine ganze Kraft widmete er von nun an der von ihm gegründeten Pfadfinderbewegung. Daneben amtierte er von 1911 bis 1922 als Colonel der 13th Hussars sowie nach deren Zusammenlegung mit den 18th Royal Hussars zu den 13th/18th Hussars von 1922 bis 1938 als Colonel dieses Regiments.

### Ehe und Nachkommen
Am 30. Oktober 1912 heiratete er Olave St Clair Soames (1889–1977), die er auf einer Weltreise kennengelernt hatte. Die Hochzeit fand in Poole in Südengland statt, jener Stadt, in deren Hafengebiet Brownsea Island liegt. Mit ihr bekam er drei Kinder:
- Arthur Robert Peter Baden-Powell, 2. Baron Baden-Powell (1913–1962) ⚭ 1936 Carine Crause-Boardman (1909–1993);
- Hon. Heather Grace Baden-Powell (1915–1986) ⚭ 1940 John Hall King († 2004);
- Hon. Betty St. Clair Baden-Powell (1917–2004) ⚭ 1936 Gervas Charles Robert Clay (1907–2009).

## Pfadfinderbewegung

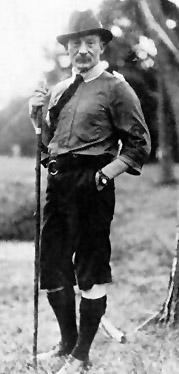
Robert Baden-Powell 1907 auf Brownsea Island

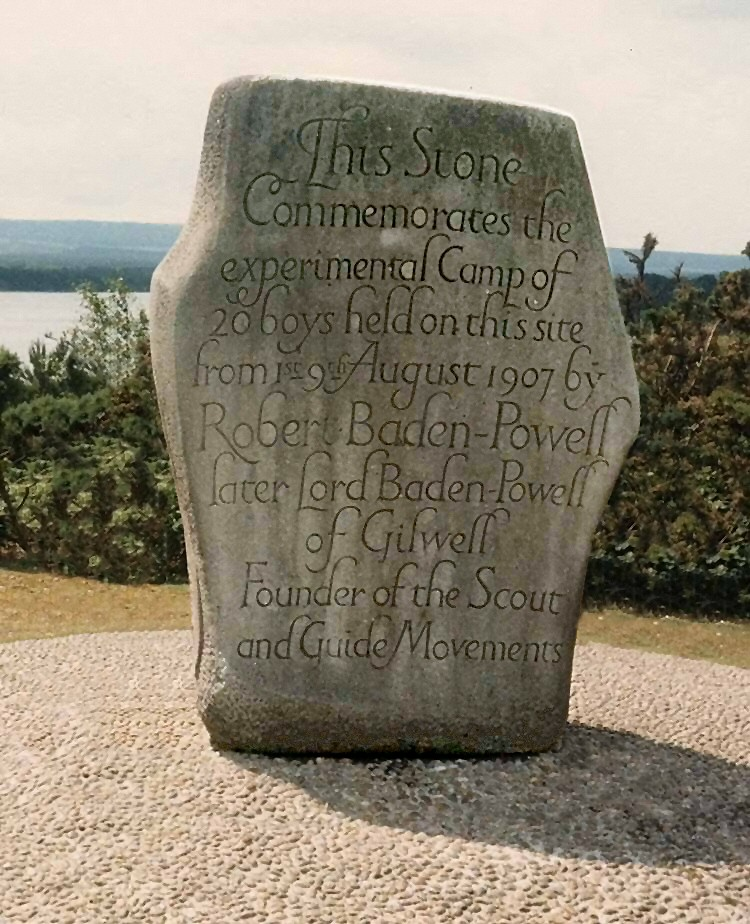
Gedenkstein auf Brownsea Island, dem Ort des weltweit ersten Pfadfinderlagers

Am 7. Mai 1910 ging Baden-Powell offiziell in Pension. Erst 1907 fand er genug Zeit, seine langgehegte Idee einer Jugendpfadfindertruppe umzusetzen. Ursprünglich engagierte er sich in der bereits bestehenden Jugendgruppe „Boys' Brigade“, stellte jedoch sehr schnell fest, dass diese nicht seinen Vorstellungen entsprach. Damals verfasste er sein Buch Scouting for Boys. Um einiges davon praktisch testen zu können, veranstaltete er vom 1. bis 8. August 1907 ein Lager auf der Insel Brownsea im Hafengebiet von Poole. Er reiste einige Tage früher an, um das Lager vorbereiten zu können. An diesem Zeltlager nahmen 21 Jungen aller sozialen Schichten teil, darunter auch sein Neffe Donald. Er teilte die Jugendlichen in sogenannte Patrouillen ein und schrieb die Pfadfindergesetze. 1908 erschien sein elftes Buch Scouting for Boys, das als eines der bedeutendsten pädagogischen Werke des 20. Jahrhunderts gilt. Hier verwendete erstmals auch er den Lehrgrundsatz „Learning by Doing“ (Lernen durch Handeln). 1909 übernahm König Eduard VII. das Patronat über die Pfadfinder, in Chile wurde die erste Pfadfindergruppe außerhalb Englands gegründet, und es gab die ersten Pfadfinderinnen. Ab 1918 wurde der Familiensitz Pax Hill bei Bentley (England) zur Koordinationsstelle für die wachsende Pfadfinderbewegung. Erst später wurde eine zentrale Koordinationsstelle geschaffen, das heutige World Scout Bureau. 1920 fand das erste Jamboree (Weltpfadfindertreffen) in London statt, 8.000 Pfadfinder aus 34 Nationen nahmen teil. Beim Jamboree 1929 waren es schon 50.000 Pfadfinder aus 72 Ländern (41 Nationen und 31 Teile des Empire).
Baden-Powells Schwester Agnes Baden-Powell war die erste Weltführerin der Pfadfinderinnen nach deren Gründung im Jahr 1910.

## Lebensabend und Tod

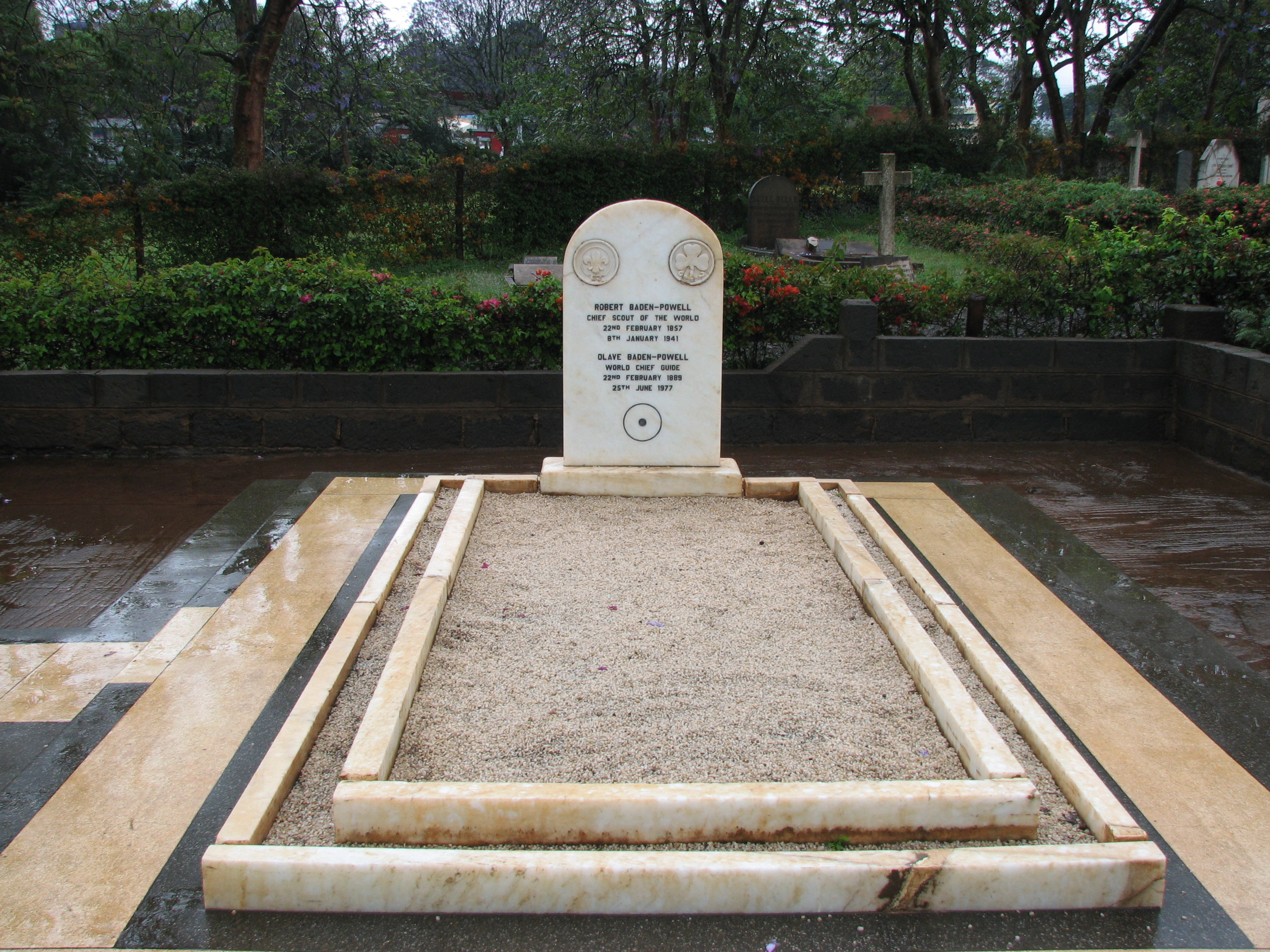
Das Grab von Lord und Lady Baden-Powell auf dem Friedhof von Nyeri

Baden-Powells Lebensleistung als General, Pfadfinderführer und Staatsbürger war beachtlich. Er schrieb beispielsweise 34 Bücher, anfänglich für die Armee, schließlich für die Pfadfinderbewegung. Sein letztes Buch, More Sketches of Kenya, wurde 1940 fertiggestellt.
Baden-Powell verbrachte seinen Lebensabend in Nyeri (Kenia), wo er am 8. Januar 1941 im Alter von 83 Jahren starb. Kurz vor seinem Tod hatte er einen Brief an die Pfadfinderjungen und einen an die Pfadfindermädchen geschrieben. Im Brief an die Jungen hinterließ er der Pfadfinderbewegung ihre bis heute wichtigsten Sätze:
Lord Baden-Powell wurde auf dem Friedhof von Nyeri bestattet. Beim Begräbnis standen Jungen und Mädchen in ihrer Pfadfindertracht beim Grab, sechs Scoutmaster trugen den Sarg. Britische Offiziere salutierten. Dem letzten Wunsch des Verstorbenen entsprechend, wurden keine großen Reden gehalten, nur ein Trompeter blies den Pfadfinderpfiff.
Auf Baden-Powells Grabstein befindet sich ein Kreis mit einem Punkt darin, „⨀“ oder „☉“. Es ist eines der internationalen, allen Pfadfindern bekannten Wegzeichen, mit denen sie sich über alle Sprachbarrieren hinweg verschlüsselte Nachrichten geben können. Diese Nachricht Baden-Powells heißt:
„Ich habe meine Aufgabe erfüllt und bin nach Hause gegangen.“

## Werke
Baden-Powell verfasste insgesamt 32 Bücher. Die bekanntesten darunter sind:
- Reconnaissance and Scouting, 1884 (dt.: Nachrichtendienst und Kundschafterwesen)
- The Downfall of Prempeh. A diary of life with the native levy in Ashanti, 1895-96, 1896
- The Matabele Campaign, being a narrative of the campaign in suppressing the native rising in Matabeleland and Mashonaland, 1897
- Aids to Scouting, for N.-C. Os. and Men, 1899
- Scouting for Boys, 1908
- Yarns for Boy Scouts, 1909
- Indian Memories (American title Memories of India), 1915
- Aids To Scoutmastership, 1919
- African Adventures, 1937
- More Sketches of Kenya, 1940

## Auszeichnungen, Ehrungen
Als Offizier und Pfadfinder erhielt Baden-Powell im Laufe seines Lebens insgesamt 37 Auszeichnungen und Ehrungen, 18 davon aus dem Ausland (Spanien, Portugal, Griechenland (2 x), Dänemark, Belgien, Frankreich (2 x), Polen, Afghanistan, Ungarn, Tschechoslowakei, Österreich, Litauen, Niederlande, Schweden, Lettland, Estland). Darunter waren:
- 1900 Companion des Order of the Bath (CB)
- 1909 Knight Commander des Royal Victorian Order (KCVO)[26]
- 1909 Knight Commander des Order of the Bath (KCB)
- 1920 Großkommandeur des griechischen Erlöser-Ordens[27]
- 1923 Knight Grand Cross des Royal Victorian Order (GCVO)[28]
- 1923 Kommandeur der französischen Ehrenlegion[29]
- 1927 Knight Grand Cross des Order of St Michael and St George (GCMG)
- 1931 Großes Ehrenzeichen am Bande für Verdienste um die Republik Österreich[30]
- 1937 Companion des Order of Merit (OM)

1909 wurde er als Knight Commander des Royal Victorian Order in den Ritterstand erhoben und erhielt das Prädikat „Sir“. Im Jahr 1922 verlieh ihm König George V. den erblichen Titel eines Baronet, of Bentley in the County of Southampton. 1929 wurde Baden-Powell als Baron Baden-Powell, of Gilwell in the County of Essex, zum Peer erhoben, womit er auch einen Sitz im House of Lords erhielt. Die territoriale Widmung „Gilwell in the County of Essex“ bezieht sich auf Gilwell Park, den Lagerplatz der Pfadfinderbewegung bei Chingford, der auch als Ausbildungszentrum für Pfadfinderleiter dient.
Lord Baden-Powell wurde mehrere Male für die Verleihung des Friedensnobelpreises vorgeschlagen, darunter allein zehnmal im Jahr 1928.
1935 wurde ihm als erstem Pfadfinder einstimmig durch das Internationale Komitee in Stockholm die höchste Auszeichnung der Pfadfinderbewegung verliehen: der Bronze Wolf.
Von insgesamt sechs Universitäten erhielt er Ehrentitel (Honorary Degrees):
- 1910 von der Edinburgh University,
- 1923 von der Toronto University,
- 1923 von der Montreal University,
- 1923 von der Oxford University,
- 1929 von der Liverpool University und
- 1931 von der Cambridge University.

Der Baden-Powell Peak in Nepal und der Mount Baden-Powell in Kalifornien tragen seinen Namen. In Südafrika trägt die Straße R310 im Abschnitt zwischen Muizenberg und Stellenbosch den Namen Baden Powell Drive.

## Publikationen
- Robert Baden-Powell: Scouting for Boys. Pearson, London 1908, OCLC 462668818.
- Robert Baden-Powell: Meine Abenteuer als Spion. Spurbuchverlag, Baunach 2014, ISBN 978-3-88778-424-9.
- Robert Baden-Powell: Glück auf die Lebensfahrt. Polygraphischer Verlag AG, Zürich 1962.